# Yves Joseph Poullet
Pour les articles homonymes, voir Poullet.
Yves Joseph Poullet, né à Malines le 23 octobre 1760 et mort à Louvain le 20 décembre 1841, est un avocat et homme politique.

## Biographie
Yves Joseph Poullet est le fils de Corneille François Joseph Poullet, seigneur de Steenwinckel, et de Catherine Josèphine Françoise Estrix. Il est marié à sa cousine Jeanne Scheppers (tante de Victor Scheppers) et est le grand-père d'Edmond Poullet et l'arrière grand-père du chef de gouvernement Prosper Poullet.

## Mandats et fonctions
- Avocat au Grand conseil de Malines : 1795-
- Membre du conseil municipal de Malines : 1800-1807
- Bourgmestre de Boortmeerbeek
- Premier échevin de Louvain
- Membre des États provinciaux du Brabant-Méridional : 1816-1820
- Membre de la seconde Chambre : 1820-1823
- Président du Conseil général des orphelinats à Louvain

## Sources
- (nl) Mr. Y.J. Poullet
- (nl) Ivo Poullet (1760-1841)
- Notice dans un dictionnaire ou une encyclopédie généraliste :   - Biografisch Portaal van Nederland
- Ressource relative à plusieurs domaines :   - ODIS